# John Fekner
 (juin 2015).
Le contenu est difficilement compréhensible vu les erreurs de traduction, qui sont peut-être dues à l'utilisation d'un logiciel de traduction automatique.
 (juin 2015).
 (mars 2012).
Si vous disposez d'ouvrages ou d'articles de référence ou si vous connaissez des sites web de qualité traitant du thème abordé ici, merci de compléter l'article en donnant les références utiles à sa vérifiabilité et en les liant à la section « Notes et références ».
John Fekner, né le 6 août 1950 à New York (New York) est un artiste américain, l'une des figures centrales de L'art urbain. Pour Fekner, Texte au pochoir est la meilleure forme de présentation de son travail.
Fekner est un peintre, photographe, et poète, agir comme étant celui qui perçoit la collectivité pour la collectivité. En faisant des inscriptions au pochoir directement sur notre environnement, nous identifions et indiquons légitimement les endroits de notre quartier qui nécessitent la construction, la destruction et la reconstruction. Nous attirons l'attention à l'aide de mots et de symboles sur les conditions dangereuses, comme les édifices et les polluants qui peuvent et doivent être enlevés.
Il commence en 1968 avec le texte peint Itchycoo Park. Pendant plus de quatre décennies, les rues de New York ont été un laboratoire pour de nouveaux modes d'expression pour Fekner. Pourtant, depuis quatre ans, John produit en moyenne un stencil tous les cinq jours, que des millions de new-yorkais ont vus, sans savoir qui les faisait. Très souvent utilisés par d'autres pour des performances, des vidéos, des reportages, des films ou, mieux, comme background des campagnes électorales.

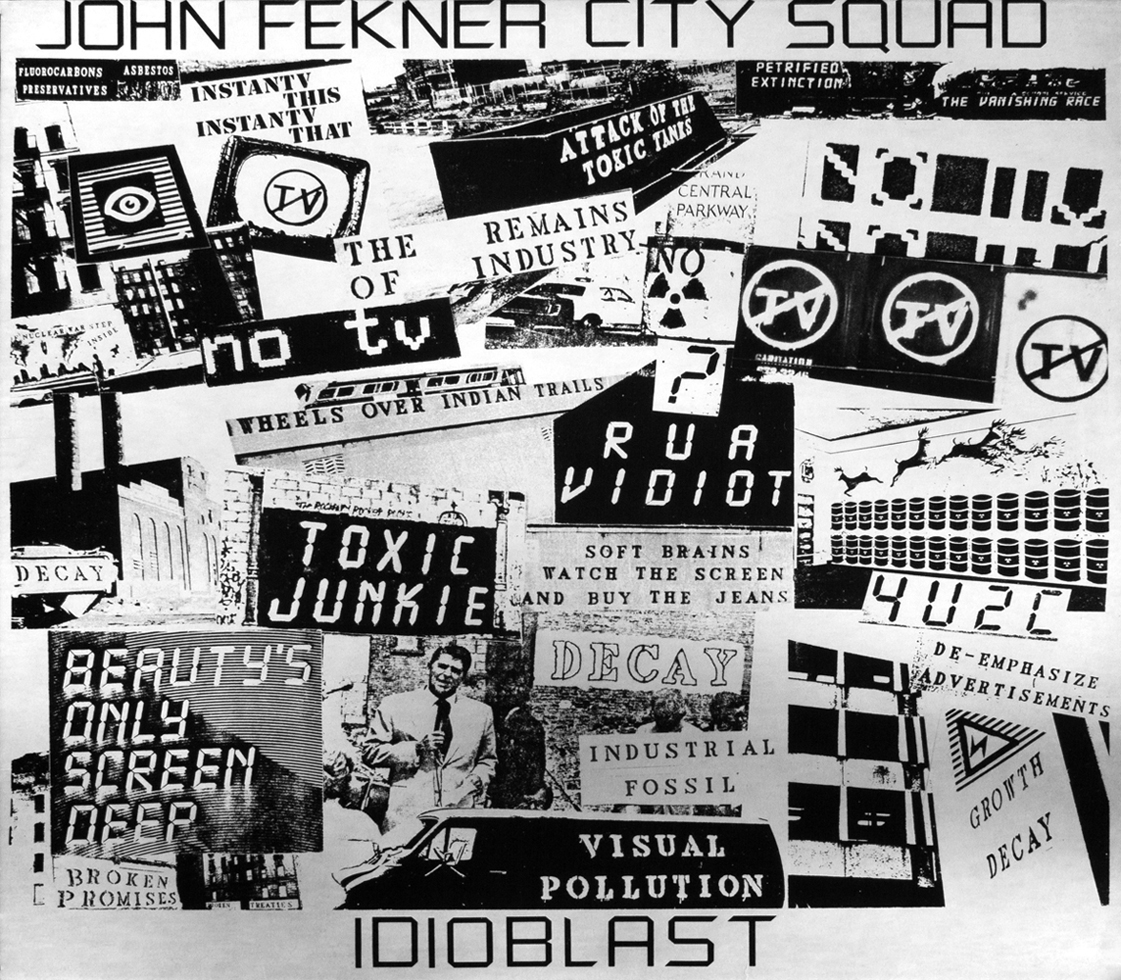
John Fekner City Squad, - Idioblast 1984, LP

## Liste des titres
| 1. | Halley's Comet/Rapicasso | J. Fekner                                  | 6:08 |
| 2. | The Beat                 | D. Santaniello                             | 3:32 |
| 3. | Travelogue The 80's      | Plages d'enregistrement de voix et de sons | 9:19 |

| IDIOBLAST Side two | IDIOBLAST Side two        | IDIOBLAST Side two              | IDIOBLAST Side two | IDIOBLAST Side two | IDIOBLAST Side two | IDIOBLAST Side two | IDIOBLAST Side two | IDIOBLAST Side two | IDIOBLAST Side two |
| No                 | Titre                     | Chant principal                 | Durée              |                    |                    |                    |                    |                    |                    |
| ------------------ | ------------------------- | ------------------------------- | ------------------ | ------------------ | ------------------ | ------------------ | ------------------ | ------------------ | ------------------ |
| 1.                 | 2 4 5 7 9 11              | Bear 167, J. Fekner, S. Seymour | 6:26               |                    |                    |                    |                    |                    |                    |
| 2.                 | I Get Paid To Clap        | J. Fekner, S. Seymour           | 4:34               |                    |                    |                    |                    |                    |                    |
| 3.                 | The Sight Of The Child    | A. Lelcht                       | 2:12               |                    |                    |                    |                    |                    |                    |
| 4.                 | Wheels Over Indian Trails | D. Santaniello                  | 4:23               |                    |                    |                    |                    |                    |                    |
| 36:34              |                           |                                 |                    |                    |                    |                    |                    |                    |                    |

## Discographie

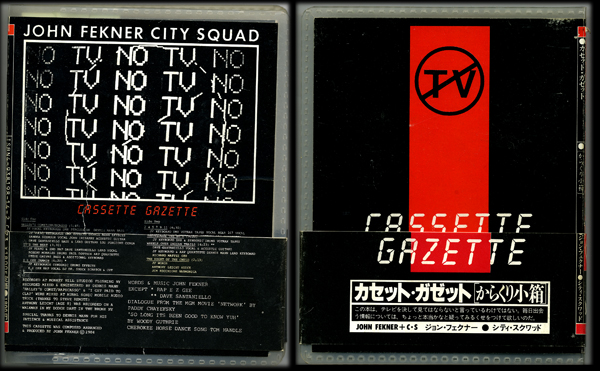
Couverture recto et verso du livre-cassette audio Cassette Gazette (1985) de John Fekner City Squad.

| JOHN FEKNER CITY SQUAD                                                  | Année | Format | Format | VINYL GRIDLOCK RECORDS 331⁄3 RPM |
| JOHN FEKNER CITY SQUAD                                                  | Année | LP     | EP     | VINYL GRIDLOCK RECORDS 331⁄3 RPM |
| ----------------------------------------------------------------------- | ----- | ------ | ------ | --- |
| 2 4 5 7 9 11/Rock Steady (ASCAP)                                        | 1983  |        | ♦      | VG#10538/10539 |
| Idioblast 8 chansons (ASCAP)                                            | 1984  | ♦      |        | VG#10541-A/10542-B |
| Another 4 Years                                                         | 1984  |        |        | VG#10555 Flexidisc |
| Cassette Gazette 9 chansons (Identique à Idioblast plus E Z Gee Jammin) |       | 1985   |        | Cassette audio et livre de photographies, 62 pages, produit par Fran Kuzui, Publication par B-Sellers, Japon                             |
| I Get Paid To Clap (ASCAP)                                              | 1985  |        |        | VG#10569 Flexidisc publié dans "Between C & D" Magazine, NYC                                                                             |
| Concrete People (ASCAP)                                                 | 1986  |        | ♦      | VG#33331/44442 |
| The Beat (89 Remix)                                                     | 1989  |        |        | VG#678 Flexidisc |
| When The Future Collides With History                                   | 1989  |        |        | VG#679 Non distribué, bande sonore vidéo uniquement                                                                                      |
| Oil Drum Mix (ASCAP)                                                    | 1999  |        |        | Mentionné sous le titre Final Concerto Oil Drum Mix sur le CD-ROM Optic Narve de David Wojnarowicz, produit par la Red Hot Organization. |
| LPEPMP3-Selections (ASCAP)                                              | 2008  |        |        | Album de 13 morceaux distribué sur iTunes Plus.                                                                                          |
| Another 4 Years (Edit/Elect08)                                          | 2008  |        |        | disponible en mp3 sur iTunes. |